# 케빈 트루도

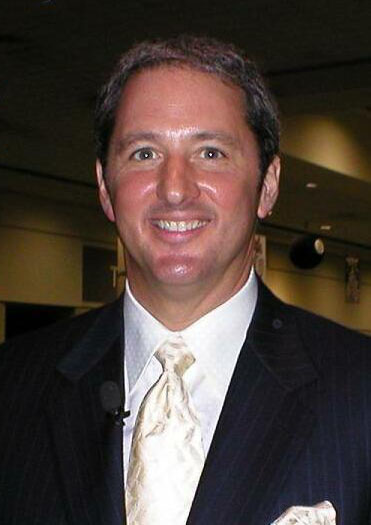
케빈 트루도

케빈 마크 트루도(Kevin Mark Trudeau, 1963년 2월 6일 ~ )는 미국의 논쟁적인 저술가이자 유죄를 선고받은 사기꾼이다. 트루도는 근거 없는 각종 건강, 다이어트, 금융 관련 개선책을 홍보해 왔으며, 《"그들"이 당신에게 가르쳐 주지 않는 자연 치료》 등의 저서에서 미국 식품의약국과 제약 사업계가 짜고 친다고 주장해 왔다.
그러한 트루도의 활동은 형사 및 민사 소송의 대상이 되었다. 그는 1990년대에 절도 및 신용카드 사기에 대한 유죄를 선고받았으며, 1998년에는 《"그들"이 당신에게 가르쳐 주지 않는 체중 감소 치료》라는 책에서 허위사실을 유포한 혐의로 연방거래위원회로부터 고발되었으며, 2004년에는 책 이외의 제품을 광고하지 않을 것을 조건으로 합의하여 50만 달러의 합의금을 물었다. 하지만 2004년 당시의 합의를 위반하여 3천 7백 6십만 달러의 벌금이 부과되었고, 2011년 11월 29일에 연방 제7지역 항소법원은 원심을 확정했다. 또한 법정은 트루도가 앞으로 정보광고를 계속하기 위해서는 2백만 달러의 보석금을 내야 한다고 선고했다. 2013년 4월, 트루도는 벌금을 내지 않고, 앞으로 있을 당국의 기소 조치를 회피하기 위하여 파산신청을 제출한 것으로 알려졌다.
2013년, 호화로운 생활을 계속하면서도 가난을 이유로 벌금 납부를 계속 미루던 끝에 투옥되었다. 2013년 11월, 트루도는 법정 모욕이 유죄를 선고받고 구금당했다. 그리고 2014년 3월 17일 징역 10년형을 선고받고 지금은 감옥에 있다.